# بازل 2
بازل 2 (بالإنجليزية: Basel II)‏ هي الاتفاقية الثانية من اتفاقيات بازل، (تم تمديدها الآن وإلغائها جزئيًا من قبل بازل 3 )، وهي توصيات بشأن القوانين واللوائح المصرفية الصادرة عن لجنة بازل للرقابة المصرفية.
نشرت اتفاقية بازل 2 مبدئيًا في يونيو 2004 وكان الهدف منها تعديل المعايير المصرفية الدولية التي تتحكم في مقدار رأس المال المطلوب من البنوك الاحتفاظ به للحماية من المخاطر المالية والتشغيلية التي تواجه البنوك. تهدف هذه اللوائح إلى ضمان أنه كلما زادت المخاطر التي يتعرض لها البنك، زاد مقدار رأس المال الذي يحتاجه البنك للحفاظ على ملاءته المالية واستقراره الاقتصادي العام. حاول بازل 2 تحقيق ذلك من خلال وضع متطلبات إدارة المخاطر ورأس المال لضمان أن يكون لدى البنك رأس مال كافٍ للمخاطر التي يعرضها البنك لنفسه من خلال أنشطة الإقراض والاستثمار والتجارة. كان أحد محاور التركيز هو الحفاظ على الاتساق الكافي للوائح للحد من عدم المساواة التنافسية بين البنوك النشطة دوليًا.
تم تنفيذ بازل 2 في السنوات السابقة لعام 2008، وكان من المقرر تنفيذه فقط في أوائل عام 2008 في معظم الاقتصادات الكبرى؛ تدخلت الأزمة المالية 2007-2008 قبل أن تصبح اتفاقية بازل الثانية فعالة بالكامل. أثناء التفاوض على اتفاقية بازل 3، كانت الأزمة على رأس أولوياتنا، وبالتالي تم التفكير في معايير أكثر صرامة وتم تبنيها بسرعة في بعض البلدان الرئيسية بما في ذلك أوروبا والولايات المتحدة.

## موضوعي

### تهدف النسخة النهائية إلى
1. التأكد من أن تخصيص رأس المال أكثر حساسية للمخاطر ؛
2. تعزيز متطلبات الإفصاح التي من شأنها أن تسمح للمشاركين في السوق بتقييم كفاية رأس المال للمؤسسة؛
3. التأكد من أن مخاطر الائتمان والمخاطر التشغيلية ومخاطر السوق يتم قياسها على أساس البيانات والأساليب الرسمية؛
4. محاولة مواءمة رأس المال الاقتصادي والتنظيمي بشكل أوثق للحد من نطاق المراجحة التنظيمية.

بينما تناولت الاتفاقية النهائية بشكل عام قضية المراجحة التنظيمية، لا تزال هناك مجالات تختلف فيها متطلبات رأس المال التنظيمي عن رأس المال الاقتصادي.

## الاتفاق النافذ: ثلاثة أركان
تستخدم بازل 2 مفهوم «الركائز الثلاث» - (1) الحد الأدنى لمتطلبات رأس المال (معالجة المخاطر)، (2) المراجعة الإشرافية و (3) انضباط السوق.
تعاملت اتفاقية بازل الأولى مع أجزاء فقط من كل من هذه الركائز. على سبيل المثال: فيما يتعلق بالركيزة الأولى لاتفاقية بازل 2، تم التعامل بسهولة مع خطر واحد فقط، مخاطر الائتمان، بينما كانت مخاطر السوق فكرة لاحقة ؛ لم يتم التعامل مع المخاطر التشغيلية على الإطلاق.

### المحور الأول: الحد الأدنى لمتطلبات رأس المال
يتعامل الركيزة الأولى مع الحفاظ على رأس المال التنظيمي المحسوب لثلاثة مكونات رئيسية للمخاطر التي يواجهها البنك: مخاطر الائتمان، ومخاطر التشغيل، ومخاطر السوق. لا تعتبر المخاطر الأخرى قابلة للقياس الكمي بالكامل في هذه المرحلة.
1. يمكن حساب مكون مخاطر الائتمان من خلال ثلاث طرق مختلفة بدرجات متفاوتة من التعقيد، وهي النهج الموحد والمسمى بـ (IRB) بحيث يرمز IRB إلى «النهج القائم على التصنيف الداخلي».
2. بالنسبة للمخاطر التشغيلية، هناك ثلاثة مناهج مختلفة - نهج المؤشر الأساسي أو (BIA)، والنهج القياسي أو (TSA)، ونهج القياس الداخلي (شكل متقدم منه هو نهج القياس المتقدم أو AMA).
3. بالنسبة لمخاطر السوق، فإن النهج المفضل هو القيمة المعرضة للمخاطر ( القيمة المعرضة للخطر ).

نظرًا لأن توصيات بازل 2 يتم تنفيذها على مراحل من قبل الصناعة المصرفية، فسوف تنتقل من المتطلبات المعيارية إلى متطلبات أكثر دقة وتحديدًا تم تطويرها لكل فئة من فئات المخاطر من قبل كل بنك. الجانب الإيجابي للبنوك التي تطور أنظمتها المخصصة لقياس المخاطر هو أنها ستكافأ بمتطلبات رأس مال يحتمل أن تكون منخفضة المخاطر. في المستقبل، ستكون هناك روابط أوثق بين مفاهيم رأس المال الاقتصادي والتنظيمي.

### المحور الثاني: المراجعة الإشرافية
هذه استجابة تنظيمية للركيزة الأولى، مما يمنح المنظمين «أدوات» أفضل من تلك المتوفرة سابقًا. كما يوفر إطارًا للتعامل مع المخاطر النظامية، ومخاطر المعاشات التقاعدية، ومخاطر التركيز، والمخاطر الاستراتيجية، ومخاطر السمعة، ومخاطر السيولة، والمخاطر القانونية، والتي تجمعها الاتفاقية تحت عنوان المخاطر المتبقية. يمكن للبنوك مراجعة نظام إدارة المخاطر الخاص بهم.
إن عملية تقييم كفاية رأس المال الداخلية (ICAAP) هي نتيجة الركيزة الثانية لاتفاقيات بازل 2.

### الركن الثالث: انضباط السوق
تهدف هذه الركيزة إلى استكمال الحد الأدنى من متطلبات رأس المال وعملية المراجعة الإشرافية من خلال تطوير مجموعة من متطلبات الإفصاح التي ستسمح للمشاركين في السوق بقياس كفاية رأس المال للمؤسسة.
يكمل الانضباط في السوق التنظيم حيث أن مشاركة المعلومات تسهل تقييم البنك من قبل الآخرين، بما في ذلك المستثمرين والمحللين والعملاء والبنوك الأخرى ووكالات التصنيف، مما يؤدي إلى حوكمة الشركات الجيدة. الهدف من الركيزة 3 هو السماح بانضباط السوق للعمل من خلال مطالبة المؤسسات بالإفصاح عن تفاصيل حول نطاق التطبيق ورأس المال والتعرض للمخاطر وعمليات تقييم المخاطر وكفاية رأس المال للمؤسسة. يجب أن يكون متسقًا مع كيفية قيام الإدارة العليا، بما في ذلك مجلس الإدارة، بتقييم وإدارة مخاطر المؤسسة.
عندما يكون لدى المشاركين في السوق فهم كاف لأنشطة البنك والضوابط الموجودة لديه لإدارة تعرضه، فإنهم يكونون أكثر قدرة على التمييز بين المؤسسات المصرفية حتى يتمكنوا من مكافأة أولئك الذين يديرون مخاطرهم بحكمة ومعاقبة أولئك الذين لا يفعلون ذلك.
يجب إجراء هذه الإفصاحات مرتين على الأقل في السنة، باستثناء الإفصاحات النوعية التي تقدم ملخصًا لأهداف وسياسات إدارة المخاطر العامة التي يمكن إجراؤها سنويًا. يُطلب من المؤسسات أيضًا إنشاء سياسة رسمية بشأن ما سيتم الكشف عنه والضوابط حولها جنبًا إلى جنب مع التحقق من صحة وتكرار هذه الإفصاحات. بشكل عام، تنطبق الإفصاحات بموجب الركيزة 3 على المستوى الأعلى الموحد للمجموعة المصرفية التي ينطبق عليها إطار عمل بازل 2.

## التحديثات الكرونولوجية الأخيرة

### تحديث سبتمبر 2005
في 30 سبتمبر 2005، أعلنت الوكالات المصرفية الفيدرالية الأمريكية الأربع (مكتب المراقب المالي للعملة، ومجلس محافظي نظام الاحتياطي الفيدرالي، ومؤسسة تأمين الودائع الفيدرالية، ومكتب مراقبة التوفير ) عن خططها المعدلة لـ تنفيذ الولايات المتحدة لاتفاقية بازل 2. وهذا يؤخر تنفيذ الاتفاقية للبنوك الأمريكية لمدة 12 شهرًا.

### تحديث نوفمبر 2005
في 15 نوفمبر 2005، أصدرت اللجنة نسخة منقحة من الاتفاق، تتضمن تغييرات في حسابات مخاطر السوق ومعالجة آثار التخلف عن السداد المزدوجة. تم وضع علامة على هذه التغييرات مقدمًا، كجزء من ورقة صدرت في يوليو 2005.

### تحديث يوليو 2006
في 4 يوليو 2006، أصدرت اللجنة نسخة شاملة من الاتفاق، تتضمن إطار عمل بازل الثاني لشهر يونيو 2004، وعناصر اتفاق 1988 التي لم تتم مراجعتها أثناء عملية بازل 2، وتعديل 1996 لاتفاق رأس المال لدمج السوق Risks، وورقة نوفمبر 2005 حول بازل 2: التقارب الدولي لقياس رأس المال ومعايير رأس المال: إطار عمل منقح. لم يتم إدخال عناصر جديدة في هذا التجميع. هذا الإصدار هو الإصدار الحالي الآن.

### تحديث نوفمبر 2007
في 1 نوفمبر 2007، وافق مكتب المراقب المالي للعملة ( وزارة الخزانة الأمريكية ) على قاعدة نهائية لتطبيق الأساليب المتقدمة لاتفاقية بازل 2 لرأس المال. تحدد هذه القاعدة التوقعات التنظيمية والإشرافية لمخاطر الائتمان، من خلال النهج الداخلي القائم على التصنيف (IRB)، والمخاطر التشغيلية، من خلال نهج القياس المتقدم (AMA)، وتوضح المعايير المعززة للمراجعة الإشرافية لكفاية رأس المال والإفصاح العام عن أكبر البنوك الأمريكية.

### تحديث 16 يوليو 2008
في 16 يوليو 2008، أصدرت الوكالات المصرفية الفيدرالية والادخار (مجلس محافظي نظام الاحتياطي الفيدرالي، والمؤسسة الفيدرالية لتأمين الودائع، ومكتب المراقب المالي للعملة، ومكتب مراقبة التوفير) توجيهًا نهائيًا يحدد عملية المراجعة الإشرافية للمؤسسات المصرفية التي تطبق الإطار الجديد لكفاية رأس المال المتقدم (المعروف باسم بازل 2). يهدف التوجيه النهائي، المتعلق بالمراجعة الإشرافية، إلى مساعدة المؤسسات المصرفية على تلبية متطلبات تأهيل معينة في قاعدة المناهج المتقدمة، والتي دخلت حيز التنفيذ في 1 أبريل 2008.

### 16 يناير، 2009 التحديث
للاستشارة العامة، أعلنت لجنة بازل عن سلسلة من المقترحات لتعزيز إطار عمل بازل الثاني. تصدر حزمة استشارية تتضمن: المراجعات على إطار عمل مخاطر السوق لبازل 2 ؛ المبادئ التوجيهية لحساب رأس المال للمخاطر المتزايدة في دفتر التداول ؛ والتعزيزات المقترحة لإطار عمل بازل الثاني.

### 8-9 يوليو، تحديث 2009
أصدرت لجنة بازل الموسعة حديثًا حزمة أخيرة من الإجراءات لتعزيز الركائز الثلاث لإطار عمل بازل الثاني ولتعزيز قواعد عام 1996 التي تحكم تداول رأس المال الدفتري. وتشمل هذه التدابير التحسينات على إطار عمل بازل 2، ومراجعات لإطار عمل مخاطر السوق لبازل 2 والمبادئ التوجيهية لحساب رأس المال للمخاطر المتزايدة في دفتر التداول.

## بازل الثاني والمنظمون
أحد أصعب جوانب تنفيذ اتفاقية دولية هو الحاجة إلى استيعاب الثقافات المختلفة، والنماذج الهيكلية المختلفة، وتعقيدات السياسة العامة، والتنظيم الحالي. ستحدد الإدارة العليا للبنوك إستراتيجية الشركة، بالإضافة إلى الدولة التي سيؤسس فيها نوع معين من الأعمال، استنادًا جزئيًا إلى كيفية تفسير بازل 2 في نهاية المطاف من قبل مختلف الهيئات التشريعية والهيئات التنظيمية في البلدان المختلفة.[بحاجة لمصدر]
لمساعدة البنوك العاملة بمتطلبات إعداد التقارير المتعددة لمنظمين مختلفين وفقًا للموقع الجغرافي، هناك العديد من تطبيقات البرامج المتاحة. وتشمل هذه محركات حساب رأس المال وتمتد إلى حلول التقارير الآلية التي تشمل التقارير المطلوبة بموجب كوريب / فينريب.
على سبيل المثال، أوضحت رئيسة المؤسسة الفيدرالية للتأمين على الودائع في الولايات المتحدة شيلا بير في يونيو 2007 الغرض من متطلبات كفاية رأس المال للبنوك، مثل الاتفاقية:
هناك أسباب قوية للاعتقاد بأن البنوك إذا تركت لأجهزتها الخاصة ستحتفظ برأس مال أقل - وليس أكثر - مما قد يكون من الحكمة. الحقيقة هي أن البنوك تستفيد من شبكات الأمان الحكومية الضمنية والصريحة. يُنظر إلى الاستثمار في البنك على أنه رهان آمن. بدون تنظيم رأس المال المناسب، يمكن للبنوك العمل في السوق برأس مال ضئيل أو معدوم. وينتهي الأمر بالحكومات وشركات تأمين الودائع بحمل الحقيبة، وتحمل الكثير من مخاطر وتكلفة الفشل. يُظهر التاريخ أن هذه المشكلة حقيقية جدًا ... كما رأينا في أزمة البنوك الأمريكية و إس أند إل في أواخر الثمانينيات والتسعينيات. يمكن أن تكون الفاتورة النهائية لعدم كفاية تنظيم رأس المال باهظة للغاية. باختصار، لا يمكن للمنظمين أن يتركوا قرارات رأس المال بالكامل للبنوك. لن نقوم بوظائفنا أو نخدم المصلحة العامة إذا فعلنا ذلك.

### تقدم التنفيذ
يخطط المنظمون في معظم الولايات القضائية في جميع أنحاء العالم لتنفيذ الاتفاقية الجديدة، ولكن مع وجود جداول زمنية متفاوتة على نطاق واسع واستخدام المنهجيات المختلفة التي يتم تقييدها. اتفقت الهيئات التنظيمية المختلفة في الولايات المتحدة على نهج نهائي.  لقد تطلبوا نهجًا قائمًا على التصنيفات الداخلية لأكبر البنوك، وسيكون النهج الموحد متاحًا للبنوك الأصغر.
في الهند، طبق بنك الاحتياطي الهندي معايير بازل 2 الموحدة في 31 مارس 2009 وينتقل إلى معايير التصنيف الداخلي في الائتمان و AMA (نهج القياس المتقدم) للمخاطر التشغيلية في البنوك.
معايير RBI الحالية للبنوك في الهند (اعتبارًا من سبتمبر 2010): رأس المال المشترك (بما في ذلك المخزن المؤقت): 3.6٪ (متطلبات متطلبات متعادل بازل 2 هي صفر) ؛ متطلبات المستوى 1: 6٪. إجمالي رأس المال: 9٪ من الأصول المرجحة بالمخاطر.
وفقًا لمسودة المبادئ التوجيهية التي نشرها بنك الاحتياطي الهندي، تم تعيين نسب رأس المال لتصبح: حقوق الملكية المشتركة بنسبة 5٪ + 2.5٪ (احتياطي الحفاظ على رأس المال) + 0-2.5٪ (الاحتياطي الدوري المضاد)، و 7٪ من المستوى الأول لرأس المال والحد الأدنى من كفاية رأس المال النسبة (باستثناء احتياطي حفظ رأس المال) 9٪ من الأصول المرجحة للمخاطر. وبالتالي فإن متطلبات رأس المال الفعلية تتراوح بين 11 و 13.5٪ (بما في ذلك المخزن المؤقت لحفظ رأس المال والمانع الدوري المضاد).
رداً على استبيان صادر عن معهد الاستقرار المالي (FSI)، أشار 95 هيئة تنظيمية وطنية إلى أنها ستطبق بازل 2، بشكل أو بآخر، بحلول عام 2015.
قام الاتحاد الأوروبي بالفعل بتنفيذ الاتفاق عبر توجيهات متطلبات رأس المال في الاتحاد الأوروبي والعديد من البنوك الأوروبية أبلغت بالفعل عن نسب كفاية رأس المال وفقًا للنظام الجديد. تبنته جميع المؤسسات الائتمانية بحلول سبتمبر 2008.
نفذت أستراليا، من خلال سلطة التنظيم التحوطية الأسترالية، إطار عمل بازل الثاني في 1 يناير 2008.

## بازل الثاني والأزمة المالية العالمية
تمت مناقشة دور اتفاقية بازل الثانية، قبل وبعد الأزمة المالية العالمية، على نطاق واسع. بينما يجادل البعض بأن الأزمة أظهرت نقاط ضعف في إطار العمل،  انتقدها آخرون لزيادة تأثير الأزمة. استجابة للأزمة المالية، نشرت لجنة بازل للرقابة المصرفية معايير عالمية منقحة، معروفة شعبياً باسم بازل 3 . وزعمت اللجنة أن المعايير الجديدة ستؤدي إلى تحسين جودة رأس المال وزيادة تغطية المخاطر لأنشطة أسواق رأس المال وتحسين معايير السيولة من بين مزايا أخرى.
كتب نوت ويلينك، الرئيس السابق لـ لجنة بازل للرقابة المصرفية (BCBS)، مقالًا في سبتمبر 2009 يوضح بعض الاستجابات الإستراتيجية التي يجب أن تتخذها اللجنة ردًا على الأزمة. واقترح إطارًا تنظيميًا أقوى يضم خمسة مكونات رئيسية: (أ) جودة أفضل لرأس المال التنظيمي، (ب) إدارة ومراقبة أفضل للسيولة، (ج) إدارة أفضل للمخاطر والإشراف بما في ذلك إرشادات الركيزة 2 المحسنة، (د) الركيزة 3 المحسنة الإفصاحات المتعلقة بالتوريق، والانكشافات خارج الميزانية العمومية والأنشطة التجارية التي من شأنها تعزيز الشفافية، و (هـ) التعاون الإشرافي عبر الحدود. نظرًا لواحد من العوامل الرئيسية التي أدت إلى الأزمة هو تبخر السيولة في الأسواق المالية،  كما نشر بنك بي سي بي إس مبادئ لتحسين إدارة السيولة والإشراف عليها في سبتمبر 2008.
تشير دراسة حديثة لمنظمة التعاون والتنمية في الميدان الاقتصادي  إلى أن التنظيم المصرفي المستند إلى اتفاقيات بازل يشجع الممارسات التجارية غير التقليدية ويساهم في أو يعزز الصدمات النظامية المعاكسة التي تحققت خلال الأزمة المالية. ووفقًا للدراسة، فإن تنظيم رأس المال القائم على الأصول المرجحة بالمخاطر يشجع الابتكار المصمم للالتفاف على المتطلبات التنظيمية ويحول تركيز البنوك بعيدًا عن وظائفها الاقتصادية الأساسية. قد تساهم متطلبات رأس المال الأكثر صرامة على أساس الأصول المرجحة بالمخاطر، المقدمة في بازل 3، بشكل أكبر في هذه الحوافز المنحرفة. تنظيم السيولة الجديد، على الرغم من نواياه الحسنة، هو مرشح محتمل آخر لزيادة الحوافز المصرفية لاستغلال التنظيم.
جادلت مؤسسات الفكر والرأي مثل المجلس العالمي للمعاشات التقاعدية (WPC) أيضًا بأن المشرعين الأوروبيين قد دفعوا بشكل دوغمائي وساذج من أجل اعتماد توصيات بازل الثانية، التي تم تبنيها في عام 2005، والتي تم تحويلها في قانون الاتحاد الأوروبي من خلال توجيه متطلبات رأس المال (CRD)، ساري المفعول منذ عام 2008. في جوهرها، أجبروا البنوك الخاصة، والبنوك المركزية، والهيئات التنظيمية للبنوك على الاعتماد أكثر على تقييمات مخاطر الائتمان من قبل وكالات التصنيف الخاصة. وهكذا، تم التنازل عن جزء من السلطة التنظيمية لصالح وكالات التصنيف الخاصة.
أشار جورج دبليو ستروك ومارتن ويغيرز قبل تطبيق اتفاقية بازل الثانية بوقت طويل إلى أن أزمة مالية واقتصادية عالمية ستأتي بسبب اعتمادها النظامي على عدد قليل من وكالات التصنيف. بعد اندلاع الأزمة وافق آلان جرينسبان على هذا الرأي في عام 2007. أكد تقرير التحقيق في الأزمة المالية على الأقل وجهة النظر هذه في عام 2011.

## روابط خارجية

### بنك التسويات الدولية (BIS)
- بازل 2: إطار رأس المال الدولي المعدل.
- بازل 2: التقارب الدولي لقياس رأس المال ومعايير رأس المال: إطار عمل منقح (BCBS).
- بازل 2: التقارب الدولي لقياس رأس المال ومعايير رأس المال: إطار عمل منقح (BCBS) (مراجعة نوفمبر 2005).
- بازل 2: التقارب الدولي لقياس رأس المال ومعايير رأس المال: إطار عمل منقح، نسخة شاملة (BCBS) (مراجعة يونيو 2006).

### مكتب مراقب العملة (الولايات المتحدة)
- تصدر الوكالات توجيهات نهائية بشأن عملية المراجعة الإشرافية (الركيزة 2) المتعلقة بتنفيذ مناهج بازل 2 المتقدمة.
- أو سي سي توافق على قانون بازل الثاني لرأس المال.

### حكومة المملكة المتحدة
- توجيه متطلبات رأس المال / بازل 2 (FSA).
- توجيهات الاتحاد الأوروبي الخاصة بتنفيذ اتفاقية بازل 2 الجديدة.

### هيئة النقد في هونج كونج (HKMA)
- التحقق من صحة أنظمة تصنيف المخاطر وفقًا لنهج IRB، HKMA.
- إرجاع نسبة كفاية رأس المال (النسخة النهائية) - تعليمات الإنجاز (HKMA).
- نماذج إرجاع نسبة كفاية رأس المال (HKMA).

### آخرون
- رد أكاديمي على اتفاقية بازل الثانية.
- تدابير متماسكة للمخاطر (ورقة مقتبسة على نطاق واسع).
- ورقة FRB بوسطن حول قياس المخاطر التشغيلية.
- دانييلسون، جون. «الإمبراطور ليس لديه ملابس: حدود نمذجة المخاطر.» مجلة البنوك والتمويل، 2002، 26، ص. 1273–96.
- متطلبات كفاية رأس المال الكندية OSFI.
- تحليل غير تقني لبازل الأول والثاني.